# Кал (Храстник)
Кал (словен. Kal) — поселення в общині Храстник, Засавський регіон, Словенія. Висота над рівнем моря: 880,6 м.